# Szanga kolostor
A Szanga kolostor (kínai: 桑阿寺, pinjin: Szanga-szi) egy kis tibeti buddhista kolostor  Dagzê városban, Dagzê megyében, Tibet fővárosától, Lhászától nyugatra.

## Elhelyezkedése
A Szanga kolostor Dagzê város központi részében található. A 2343 m² alapterületű templom egy 15 hektáros területen épült. A kolostor hátsó részétől látszik a Lhásza-folyó. A kolostor teteje fölött átlós irányban láthatók a hegyoldalban egy régi erőd romjai, amely a Dagce dzong, vagy más néven a Decsen dzong (a dzong jelentése „erőd”).

## Története
A kolostort Dzse Congkapa építtette 1419-ben. A tibeti buddhizmus gelug iskolájához tartozó kolostor a Ganden kolostor intézménye alá tartozik. Az intézmény kénykorában száz buddhista szerzetes (bhikkhu) élt és tanult a kolostorban.
A kulturális forradalom során a templom sok műalkotása sérült, és egyes épületeket teljesen leromboltak. 1986 novemberében a kolostoron felújítási munkálatokat végeztek. 2012-ben több mint 30 szerzetes adott otthont a létesítménynek. Ebben az évben létrehoztak egy fürdőhelyiséget és egy üvegházat is.

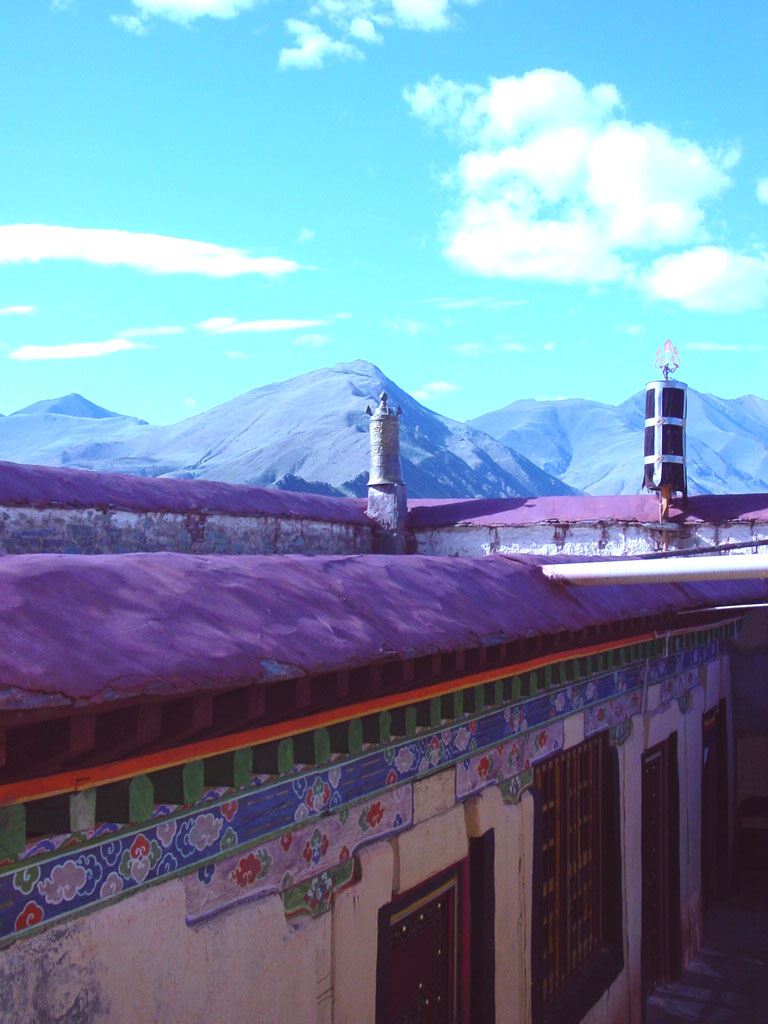
A Szanga kolostor teteje
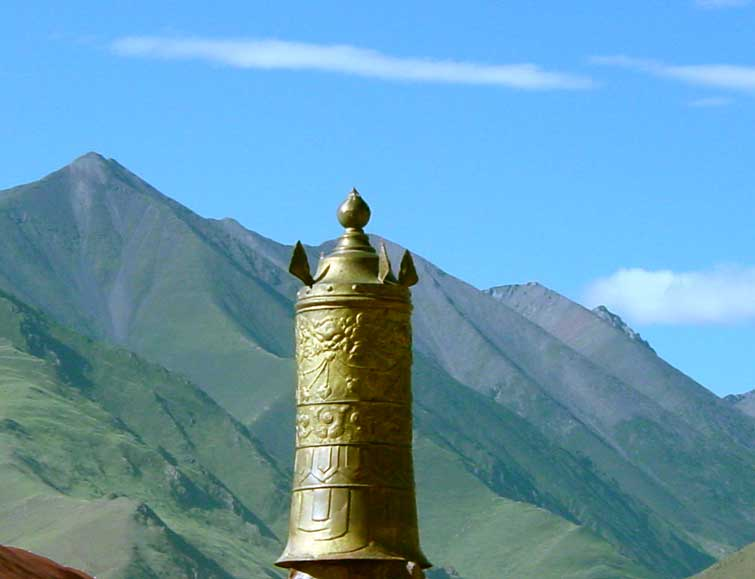
Dhvadzsa (győzedelmi zászló) a kolostor tetején
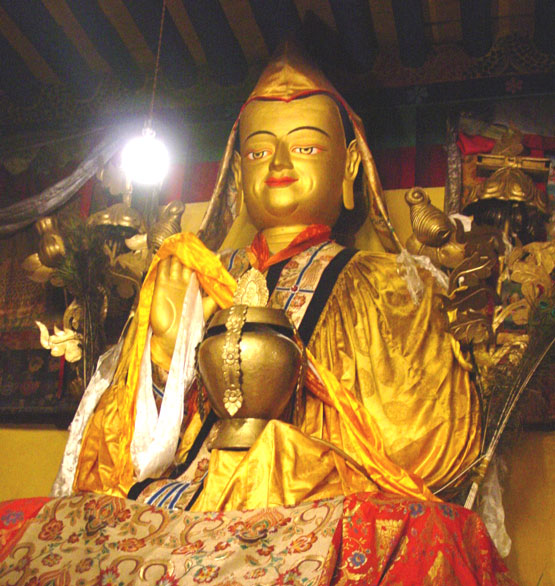
Az 5. dalai láma, Loszang Gyaco szobra